# Raffa (film)
Pour plus de détails, voir Fiche technique et Distribution.
Raffa est un film documentaire biographique italien réalisé par Daniele Luchetti et sorti en 2023.
Le film documente la vie de la chanteuse, danseuse, actrice, présentatrice, soubrette et autrice Raffaella Carrà, divisée en trois chapitres, décrite et racontée par de nombreux témoins, principalement l'écrivain Caterina Rita, éditrice de biographies sur la vie de l'artiste,.

## Synopsis
À l'annonce de la mort de Carrà, survenue le 5 juillet 2021 à son domicile de Rome des suites d'un cancer du poumon, les reportages publiés par les chaînes de télévision et les journaux d'Europe, d'Amérique latine et d'Amérique du Nord sont présentés. Les récits de l'enfance de Carrà dans la ville de Bellaria-Igea Marina mettent en lumière sa relation avec sa mère et l'abandon de son père, par le biais de sa nourrice, de parents et d'amis.
Après ses premières tentatives pour entrer dans le monde de la danse académique, elle déménage à Rome, où elle étudie au Centro sperimentale di cinematografia, où elle rencontre Marco Bellocchio. C'est là qu'elle est remarquée par Frank Sinatra, qui l'emmène sur le plateau de tournage du film L'Express du colonel Von Ryan, produit par les 20th Century Studios à Hollywood. On raconte qu'elle a volontairement abandonné sa carrière hollywoodienne et qu'elle est retournée en Italie où elle a repris sa carrière sur le petit écran. Elle entre à la Rai, où elle est choisie comme soubrette dans des émissions télévisées, faisant sensation avec Tuca tuca dans l'émission Canzonissima de 1971, jusqu'à la rencontre en 1979 entre Carrà et Gianni Boncompagni, qui devient le partenaire de la chanteuse et l'auteur de ses célèbres chansons. La décision d'interrompre les projets italiens, face aux protestations et aux pressions des conservateurs, a conduit l'artiste en Espagne, où elle a été décrite par les journalistes comme une pionnière après la chute du régime franquiste, ce qui lui a donné une grande visibilité en Amérique latine.
Le retour de Carrà à la télévision italienne dans les années 1980, où elle rivalise avec les nouveaux visages de la télévision italienne dans Fantastico, dont Heather Parisi, Loretta Goggi et Lorella Cuccarini, marque un changement dans sa conduite, puisqu'elle choisit de se consacrer aux émissions de télévision de jour avec Pronto Raffaella? et Domenica in et à l'émission du soir Buonasera Raffaella. Avec la collaboration avec son partenaire Sergio Japino, elle connaît le succès dans l'émission Carràmba! Che sorpresa.

## Fiche technique
- Titre original italien : Raffa[4]
- Réalisateur : Daniele Luchetti
- Scénario : Cristiana Farina, Carlo Altinier, Barbara Boncompagni (it), Salvatore Coppolino, Salvo Guercio
- Photographie : Debora Vrizzi
- Montage : Luca Manes, Chiara Ronchini, Emanuele Svezia
- Costumes : Sonia Travaglia
- Production : Marco Di Pasqua, Valeria Licurgo, Alessandro Saba, Silvia Bonanni, Gabriele Immirzi, Alessandro De Rita
- Société de production : Fremantle, Disney+
- Pays de production :  Italie
- Langue originale : italien
- Format : couleurs
- Durée : 180 minutes
- Genre : Documentaire biographique
- Dates de sortie :
  - Italie : 6 juillet 2023

## Distribution
- Clara Alocci : elle-même
- Italo Angelini : lui-même
- Renzo Arbore : lui-même
- Saverio Ariemma : lui-même
- Marco Bellocchio : lui-même
- Giovanni Benincasa : lui-même
- Barbara Boncompagni : lui-même
- Francesco Boserman : lui-même
- Raffaella Carrà : lui-même
- Nick Cerioni : lui-même
- Emanuele Crialese : lui-même
- Paola De : elle-même
- Tiziano Ferro : lui-même
- Rosario Fiorello : lui-même
- Barbara Giaquinto : lui-même
- José Luis Gil : lui-même
- Loretta Goggi : lui-même
- Salvo Guercio : lui-même
- Juan Luis Iborra
- Loles León : elle-même
- Matteo Pelloni : lui-même
- Caterina Rita : elle-même
- Luca Sabatelli : lui-même
- Bob Sinclar : lui-même
- Gino Stacchini : lui-même
- Enzo Paolo Turchi : lui-même
- Licia Turchi : lui-même
- Danilo Vaona : lui-même
- Anna Vasini : elle-même
- Frida Vasini : elle-même
- Luciana Verdeggiante : elle-même
- Chiara Zoppolato : elle-même